# ممشقة سوداء
ممشقة سوداء (الاسم العلمي: Dipsacus atratus) هو نوع من النباتات يتبع جنس الممشقة من الفصيلة المعزية الورق.